# Российский научный центр радиологии и хирургических технологий имени академика А. М. Гранова
ФГБУ «Российский научный центр радиологии и хирургических технологий имени академика A. M. Гранова» Министерства здравоохранения РФ — первый в мире специализированный рентгенорадиологический институт, научное и лечебное заведение, оказывающее современные виды высокотехнологичной медицинской помощи.

## История

### Основание рентгенологического и радиологического института
В марте 1918 года профессор Михаил Исаевич Неменов и будущий академик Абрам Фёдорович Иоффе обратились к Советскому правительству с идеей создания Государственного рентгенологического и радиологического института. Неожиданно они достаточно быстро нашли отклик у наркома просвещения А. В. Луначарского, который подписал постановление о создании института, а правительство выделило на эти цели 50 тысяч рублей золотом. Деньги пошли на закупку за рубежом книг, рентгеновской техники и другого оборудования. Датой создания института считается 23 сентября 1918 года. Он был гордостью молодой советской республики: «первый большевистский», — называли его в Петрограде. Первым президентом института стал сам Иоффе, а вице-президентом и руководителем медико-биологического отдела — профессор Неменов. Радиевый отдел возглавил молодой, рано погибший учёный Л. С. Коловрат-Червинский.
В сентябре 1920 года Вильгельм Рентген писал профессору Неменову: «Как величественно запланирован и осуществлён Ваш институт: я этим поражён и очень обрадован, что Вам удалось в тяжёлых условиях привести к счастливому концу такое огромное предприятие!»
Лауреат Нобелевских премий в области физики и химии Мария Склодовская-Кюри, основатель института Радия в Париже, лично подписывала сертификаты препаратов радия, высылаемых в Институт для использования в лечебных и научных целях.
Институт расположился в здании на Лицейской улице в Петрограде (современный адрес — ул. Рентгена, 8), принадлежавшем до революции Больнице в память императора Александра II Санкт-Петербургского благотворительного общества последователей гомеопатии. 29 января 1920 года перед корпусом Института был установлен гипсовый памятник В. К. Рентгену (скульптор Н. И. Альтман), первый памятник великому учёному, установленный ещё при его жизни. Через несколько лет, когда памятник начал разрушаться, было решено заменить его на бронзовый, выполненный скульптором В. А. Синайским. Его открытие состоялось 17 февраля 1928 года.

### Первые десятилетия
В 1921 году из-за разного видения отцов-основателей на дальнейшие пути развития Института, было принято решение о его разделении на три части. Из состава учреждения выделились Государственный физико-технический рентгенологический институт, под руководством А. Ф. Иоффе, а также Радиевый институт, который возглавил вернувшийся в Петроград В. И. Вернадский. Руководить самим Государственным Рентгенологическим и Радиологическим институтом остался профессор М. И. Неменов.
Профессору М. И. Неменову в первые годы работы института удалось привлечь к сотрудничеству многих выдающихся учёных того времени, среди них были такие крупные клиницисты как Н. Я. Чистович, В. А. Оппель, П. В. Троицкий, В. А. Шаак, Н. Н. Петров, а также видные представители теоретической медицины: А. А. Максимов, Е. С. Лондон, Г. А. Надсон, Г. В. Шор, Н. Н. Аничков, А. А. Заварзин и многие другие.
В годы Великой Отечественной войны институт и его ведущие кадры были эвакуированы в Самарканд (1941—1944). Многие сотрудники ушли на фронт, часть осталась в блокадном Ленинграде и помогала раненым в развёрнутом в помещениях института эвакогоспитале № 264, который имел мощность от 500 до 1000 коек. После прорыва блокады он прошёл вслед за фронтом через Белоруссию и Польшу и был расформирован в городе Штадгард, Померания в январе 1946 года.
Во время блокады Ленинграда бомбами были уничтожены четыре здания института, электростанция и клиника, но в 1944 году Институту было разрешено вернуться, и он был восстановлен в полном объёме.
В послевоенный период в связи с новыми задачами по использованию атомной энергии в мирных целях научная тематика института была изменена, основными направлениями стало изучение патогенеза, клиники, профилактики и лечения лучевой болезни, разработка методов применения радиоактивных изотопов и других видов ионизирующих излучений для диагностики и лечения. В этот период были созданы и внедрены в клиническую практику новые способы лечения широкого спектра опухолей и неопухолевых заболеваний с помощью телегамма-аппарата, при внутритканевом и комбинированном облучении изотопами радиоактивного Со60, цезия, церия, йода, фосфора и др.

### Переезд в Песочный
В 1959 году Правительство СССР приняло решение о строительстве большого медицинского городка в северных пригородах Ленинграда. Он расположился в посёлке Песочный, который только недавно был включён в городскую черту Ленинграда. В 1963—1964 гг. туда переехал Институт онкологии, а в 1965—1971 гг. в новые корпуса в Песочном перебазировался и Рентгенорадиологический институт, который в 1963 году получил название Центральный научно-исследовательский рентгенорадиологический институт (ЦНИРРИ). По генеральному плану предполагалось, что в новом медицинском городке будут построены семь медико-биологических институтов. Помимо Института онкологии и ЦНИРРИ, там должны были расположиться Институт переливания крови, Институт вакцин и сывороток, Институт гигиены труда и профессиональных заболеваний, Химико-фармацевтический институт и Институт цитологии. Однако данный проект так и не был воплощён в жизнь.

## Постсоветский период

### Расширение деятельности

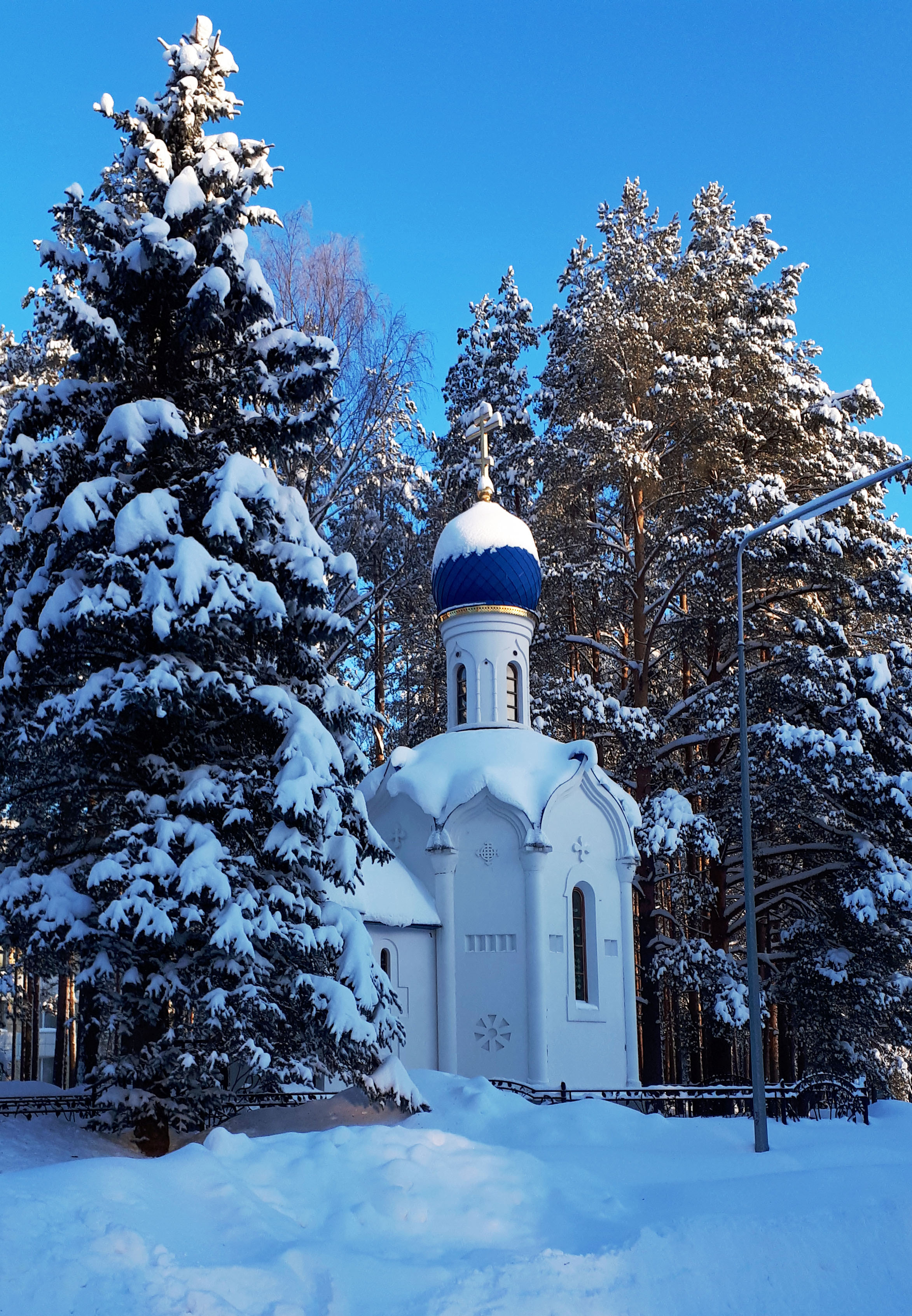
Часовня иконы Божией Матери «Всецарица», освящена 1 сентября 2007 года

В 1993 году ЦНИРРИ возглавил профессор Анатолий Михайлович Гранов, учёный и хирург, начавший работать в Институте в 1980 году. Под руководством А. М. Гранова ЦНИРРИ пережил трудные годы становления рыночной экономики в России в условиях крайне скудного финансирования медицины и научных исследований. Институт не только сохранил свой потенциал, но и освоил новые виды деятельности, включая самую современную диагностику и высокотехнологические виды медицинской помощи, в частности, проведение операций по трансплантации органов.
В связи с расширением и появлением новых видов деятельности в 2007 году ЦНИРРИ был переименован в Российский научный центр радиологии и хирургических технологий (РНЦРХТ).
1 сентября 2007 года на территории Центра была освящена Часовня иконы Божией Матери «Всецарица», возведенная по проекту архитектурной мастерской Фёдора Афуксениди на средства благотворителей. Икона Божией Матери «Всецарица» известна как икона целительница от раковых заболеваний.
В 2008—2011 годах на территории Центра было построено пять новых корпусов: два клинических корпуса с приёмным отделением, поликлиника, аптека и биолаборатория, а также реконструированы старые — административный корпус, физический корпус, операционный блок и реанимация.

### Центр сегодня
Сегодня РНЦРХТ — научно-исследовательский центр с хорошо развитой клинической базой, оказывающий специализированную и высокотехнологичную медицинскую помощь с использованием рентгенохирургических, радионуклидных, позитронных и протонных методов диагностики и терапии.
Коечный фонд клиники составляет 260 коек, из которых 80 хирургического профиля, где ежегодно проходят лечение около 4500 больных. В Центре имеется 6 операционных, полностью оснащённых оборудованием для проведения уникальных онкологических, сердечно-сосудистых операций и трансплантации органов, в том числе в условиях искусственного кровообращения.

Памятник академику А. М. Гранову на территории РНЦРХТ, открыт 20 октября 2018 года

Работают два ангиографических комплекса для эндоваскулярных методов лечения в онкологии и сосудистой хирургии. Ежегодно Центром выполняется более 1000 операций. Производятся малоинвазивные вмешательства под контролем ультразвуковых методик, рентгеноэндоваскулярное лечение, лапароскопические резекции, радио частотные гипертермические аблации опухолей, имплантации артериальных портов для проведения пролонгированных курсов регионарной химиотерапии, локальная криодеструкция новообразований.
В отделении сосудистой хирургии выполняются сложные реконструктивные операции на сосудах нижних конечностей, выполняется имплантация стендграфа в брюшной отдел аорты как метод лечения аневризмы. В отделениях радиологического профиля, используются все виды лучевой терапии, включая узкие фотонные и протонные пучки со стереотаксическим наведением, которые выполняются в Северо-Западном федеральном округе только в РНЦРХТ.
Приоритетными направлениями научных исследований в РНЦРХТ являются разработка новых технологий в области ядерной медицины, лучевой терапии, онкологии, хирургии и трансплантации органов; создание новых диагностических и лекарственных средств на основе биотехнологических методов.
22 июня 2017 года приказом Министерства здравоохранения ФГБУ РНЦРХТ присвоено имя академика А. М. Гранова, который возглавлял Центр на протяжении 24 лет.
20 октября 2018 года на территории РНЦРХТ открыт памятник А. М. Гранову, выполненный коллективом скульпторов — преподавателей кафедры монументально-декоративной скульптуры Академии им. А. Л. Штиглица.
22 мая 2024 года научный руководитель РНЦРХТ им. ак. А. М. Гранова академик РАН Д.А. Гранов был избран Почётным гражданином Санкт-Петербурга.

## Высокотехнологичные виды медицинской помощи

### Трансплантация органов
РНЦРХТ является единственным медицинским центром на Северо-Западе РФ, где на регулярной основе проводятся операции по трансплантации печени.
Программа трансплантации печени стартовала в Центре в 1994 году при поддержке Каролинского медицинского института (Стокгольм, Швеция) и лично профессора Бо-Йорана Эрикзона. Все специалисты центра, включая хирургов, анестезиологов, гепатологов, медицинских сестёр, прошли обучение на базе госпиталя Hudding при Каролинском институте. Благодаря неоднократным визитам профессора Эрикзона в Санкт-Петербург, была подготовлена клиническая и хирургическая база, что позволило в 1998 году успешно провести первую трансплантацию печени от трупного донора.
В течение следующих пяти лет профессор Эрикзон лично выполнял или участвовал во всех операциях по трансплантации печени, проводившихся в центре. В 2001 г. удалось провести уникальную для России операцию по трансплантации печени 20-летнему пациенту в критическом состоянии. При этом донорский орган гражданина Швеции был доставлен лично профессором Эрикзоном из Стокгольма.
В первые годы количество операций по трансплантации не превышало пяти в год, а в 2003—2005 гг., благодаря так называемому «делу трансплантологов», они вообще практически прекратились. Существенный рост начался только в 2006 году, когда в Центре было сделано 13 трансплантаций. В последние годы выполняется 15-20 операций в год. 10 февраля 2024 года в РНЦРХТ проведена юбилейная трехсотая операция по трансплантации печени.
В 2007 г. сотрудники Центра Д. А. Гранов, Ф. К. Жеребцов, В. В. Осовских были удостоены Премии Правительства Российской Федерации в области науки и техники за разработку, создание и внедрение методов трансплантации печени у взрослых и детей как нового направления в российском здравоохранении.
| 1998-2005 | 2006 | 2007 | 2008 | 2009 | 2010 | 2011 | 2012 | 2013 | 2014 |
| --------- | ---- | ---- | ---- | ---- | ---- | ---- | ---- | ---- | ---- |
| 17        | 13   | 9    | 15   | 13   | 21   | 15   | 16   | 13   | 12   |
| 2015      | 2016 | 2017 | 2018 | 2019 | 2020 | 2021 | 2022 | 2023 |      |
| 19        | 15   | 20   | 15   | 20   | 17   | 12   | 16   | 17   |      |

### Гамма-нож
23 октября 2017 в РНЦРХТ им. ак. А. М. Гранова состоялся запуск установки «Гамма-нож Perfection» для стереотаксического радиохирургического лечения больных с опухолями головного мозга, сосудистыми мальформациями и функциональной патологией. Оборудование было приобретено в рамках федеральной программы «Онкология». Новый «Гамма-нож» стал вторым на Северо-Западе (первый находится в частной клинике МИБС) и пятым в России. В церемонии запуска установки приняла участие Министр здравоохранения РФ Вероника Скворцова.

## Директора Центра
- 1918—1920 — Иоффе Абрам Фёдорович
- 1920—1949 — Неменов Михаил Исаевич
- 1949—1961 — Побединский Михаил Николаевич[38]
- 1961—1967 — Воробьёв Евгений Иванович
- 1968—1978 — Тихонов Константин Борисович[39]
- 1979—1988 — Жербин Евгений Александрович[40]
- 1988—1993 — Дударев, Анатолий Лукич[41]
- 1993—2017 — Гранов Анатолий Михайлович
- с 2017 — Майстренко Дмитрий Николаевич[42]

## Названия Центра
- 1918—1923 — Государственный рентгенологический и радиологический институт
- 1923—1940 — Государственный рентгенологический, радиологический и раковый институт
- 1940—1958 — Центральный научно-исследовательский рентгенологический и радиологический институт[1]
- 1958—1963 — Центральный научно-исследовательский институт медицинской радиологии
- 1963—2007 — Центральный научно-исследовательский рентгенорадиологический институт[43]
- 2007—2017 — Российский научный центр радиологии и хирургических технологий
- с 2017 — Российский научный центр радиологии и хирургических технологий имени академика А. М. Гранова

РНЦРХТ
У поворота к РНЦРХТ с Ленинградской улицы
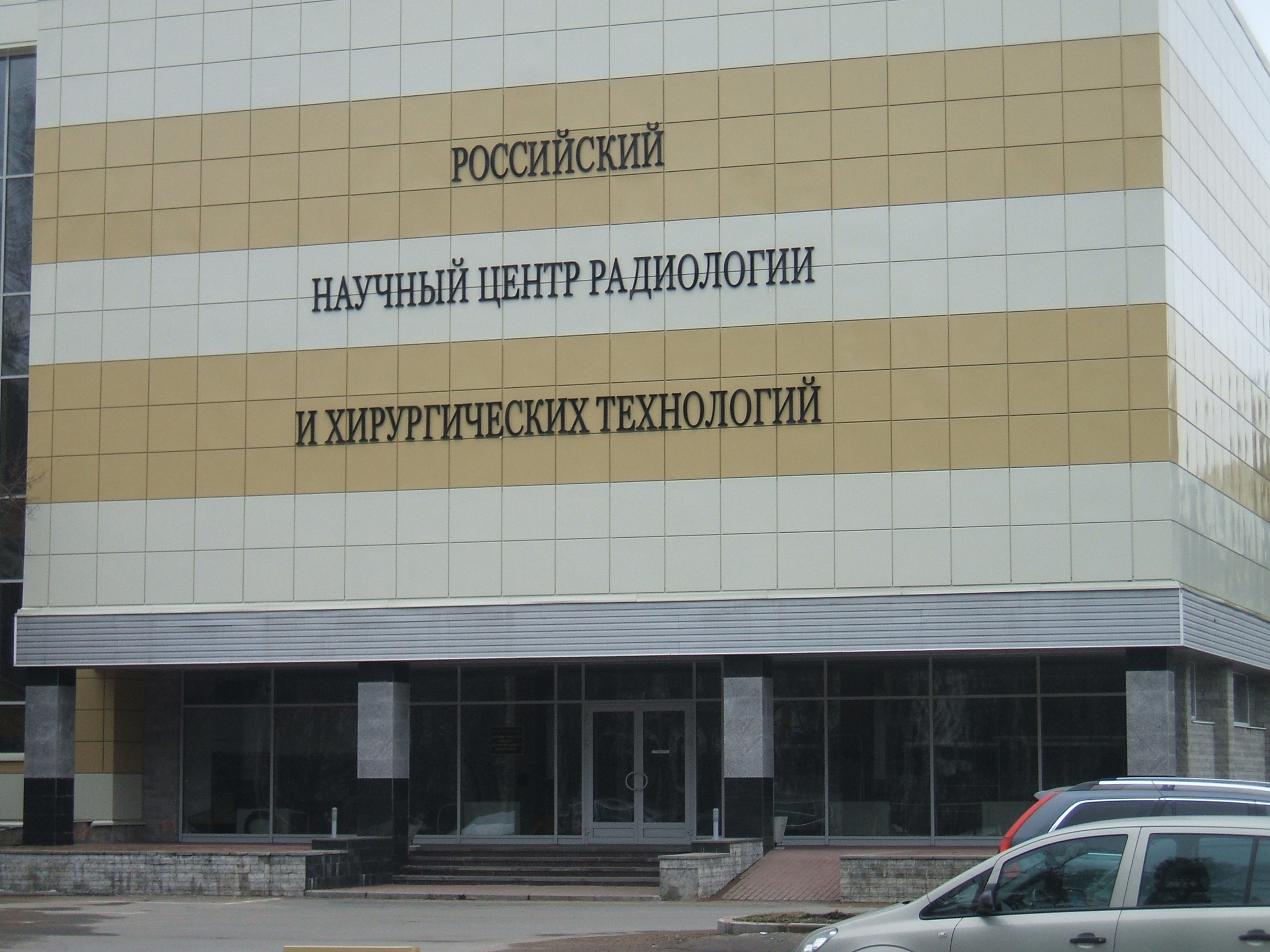
Институт рентгенологии
Часовня при институте
Название часовни